# チャールズタウン (ボストン)

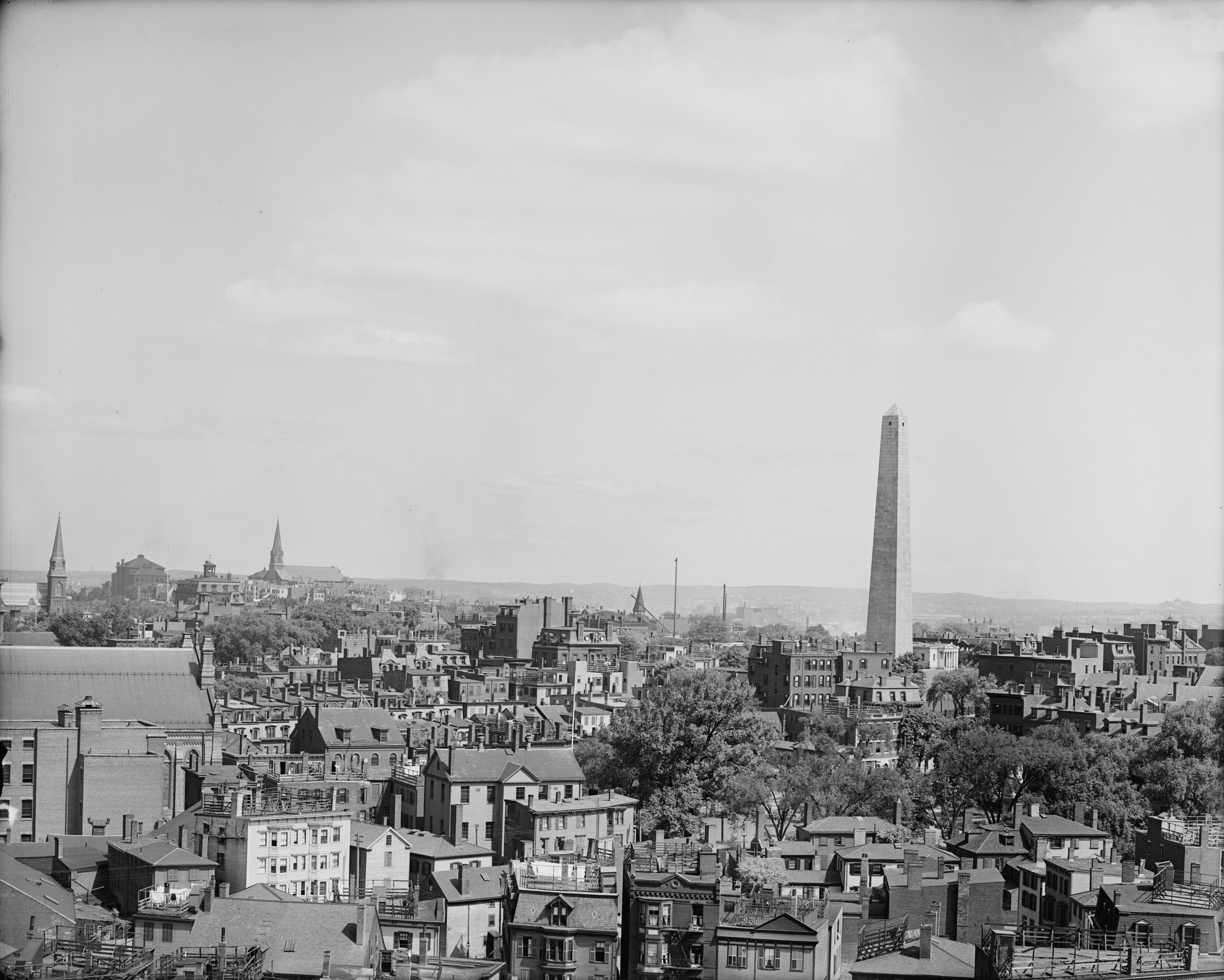
チャールズタウン全景。右寄りのオベリスクはバンカーヒル記念塔。1890-1910年頃。

チャールズタウン（Charlestown）は、アメリカ合衆国マサチューセッツ州ボストン市北東部、チャールズ川の対岸に位置する地区。1628年に設立され、翌1629年7月4日に入植が始まった。もとはボストンとは別個で独立した市であったが、1874年にボストンに吸収合併され、同市の一地区となった。現在のチャールズタウンは、アイルランド系の住民が多く住む地区となっている。
チャールズタウンの地形は入植当初とは大きく変わっている。チャールズタウン・ネック (Charlestown Neck) と呼ばれた、チャールズタウン半島 (Charlestown Peninsula) と本土とを結んでいた細い陸繋砂州は、丘を削り取り、川や海を埋め立てたために広がり、本土の一部となった。
チャールズタウンはポール・リビアがレキシントン・コンコードの戦いの前に「真夜中の乗馬」(Midnight Ride) を行った場所である。リビアがよく立ち寄った酒場、ウォーレン・タバーン (Warren Tavern) は、現在でもこのチャールズタウンでレストランとして営業している。
1775年6月17日、チャールズタウンではバンカーヒルの戦いが繰り広げられた。この戦いにより、チャールズタウンの町、および港はことごとく戦火で焼失してしまった。その戦いを記念して、実際の戦闘の大部分が行われたブリーズヒル (Breed's Hill) にはバンカーヒル記念塔が建っている。この塔は資金難の中、1825年から17年もの歳月を費やして建設されたものである。
チャールズタウンはモールス符号を考案したサミュエル・モールスの生誕地である。草創期のアメリカ合衆国において下院議員、上院議員、および閣僚を全て経験したサミュエル・デクスターも議員時代にチャールズタウンに住んでいた。また、ハーバード大学の設立者ジョン・ハーバードはチャールズタウンに埋葬されている。
現在、アメリカ合衆国海軍最古の軍艦コンスティテューション号はチャールズタウン海軍基地に係留されている。このコンスティテューション号とバンカーヒル記念塔はともにフリーダムトレイルに沿った名所となっている。バンカーヒル記念塔はフリーダムトレイルの終点である。